# Dekhengst

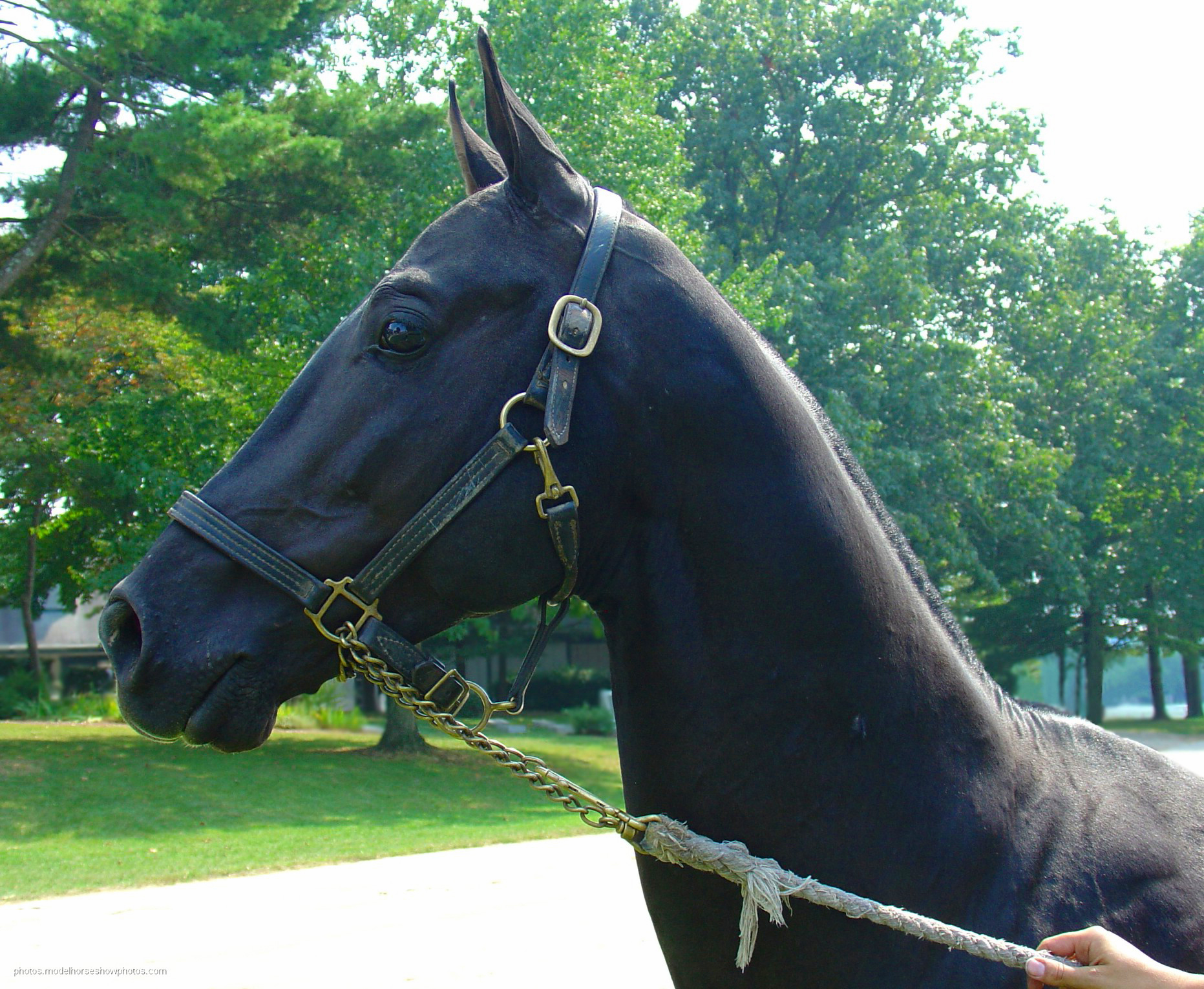
Akhal-Teke hengst

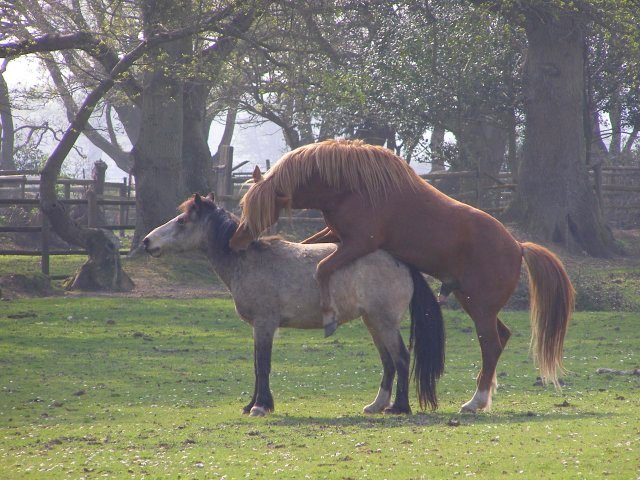
New-Foresthengst en merrie

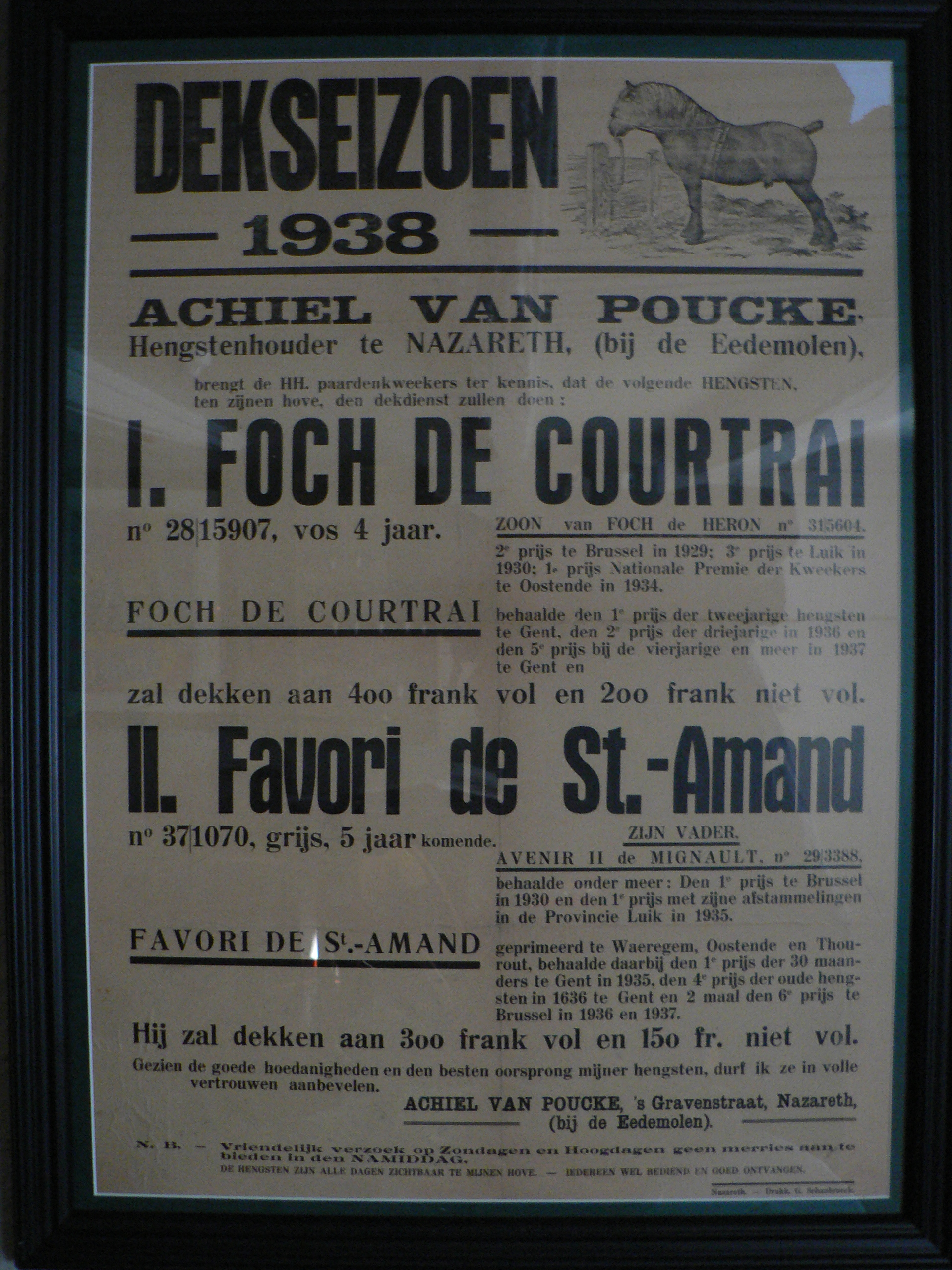
Aankondiging voor dekseizoen 1938

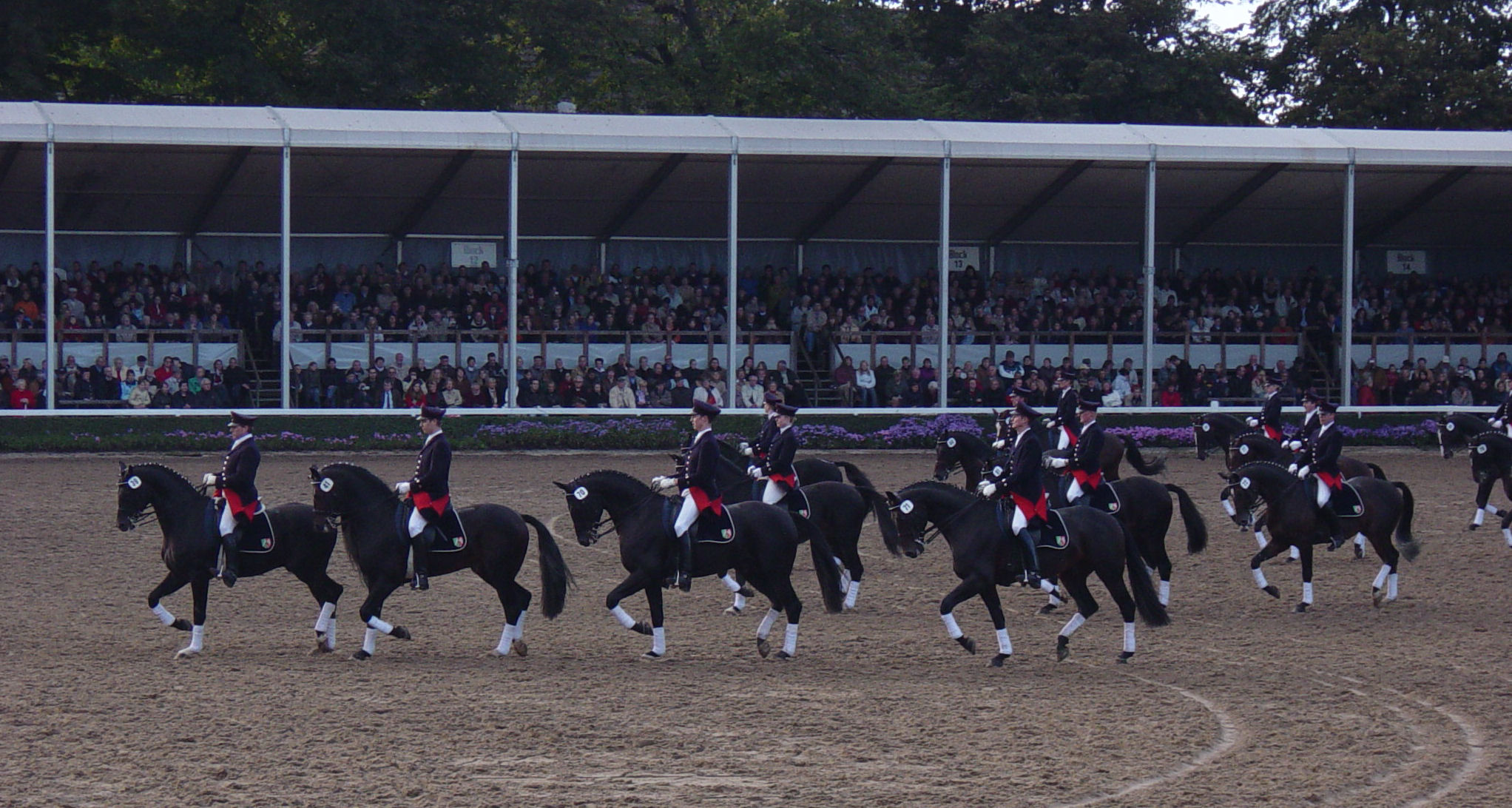
Hengstenparade, Warendorf

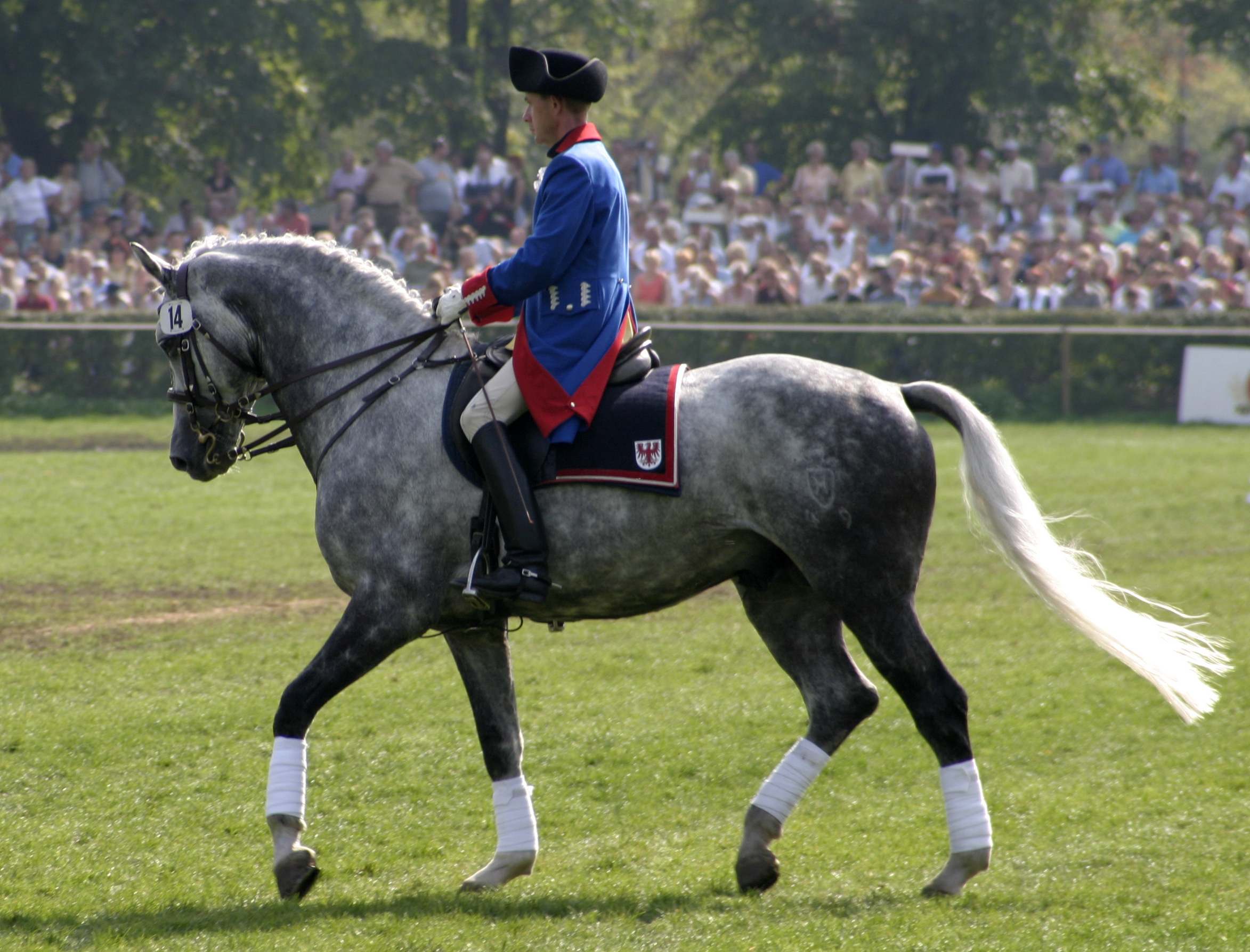
Hengstenparade met een Holsteiner

Een dekhengst is een mannelijk paard dat speciaal wordt gehouden ter bevruchting van merries. Dit kan gebeuren door natuurlijke dekking of via kunstmatige inseminatie. De voordelen van kunstmatige inseminatie zijn dat er constante voorraden kwalitatief goed sperma beschikbaar gesteld kunnen worden en dat de hengsten en de merries niet meer per se hoeven te reizen. Deze methode geeft de fokkers een zeer ruime keuze en wordt tegenwoordig dan ook het meeste gebruikt in vele takken van de fokkerij.
Dekhengsten kunnen een enorm stempel drukken op de verdere ontwikkeling van een paardenras, daarom wordt hun afstamming veelal nauwgezet bijgehouden in een stamboek. Een reeks opeenvolgende generaties die allemaal terug te volgen zijn naar één stamvader noemt men een 'hengstenlijn'. Soms, zoals bij de haflinger, krijgen alle mannelijke nakomelingen een bepaalde initiaal om deze hengstenlijn direct al aan de naam te kunnen herkennen.

## Hengstenkeuring
Niet alle hengsten zijn even geschikt als dekhengst. Aangezien het erom gaat om zo goed mogelijke nakomelingen te verwekken ondergaan hengsten een strenge keuring met betrekking tot uiterlijke aspecten, karakter, prestaties en gezondheid. De eisen wat betreft karakter, uiterlijk en prestaties verschillen uiteraard per ras en type paard. Alleen de allerbeste hengsten worden goedgekeurd en toegelaten om als dekhengst te mogen werken. De hengsten die geen kans maken worden meestal gecastreerd omdat zij als ruin een makkelijker hanteerbaar temperament laten zien.
Ook het sperma van een dekhengst wordt gekeurd. Het opvangen gebeurt door de dekhengst een kunstmerrie te laten dekken. Het opgevangen sperma wordt beoordeeld op de hoeveelheid zaadcellen en de beweeglijkheid van de zaadcellen. Het ejaculaat kan van een DNA-certificaat worden voorzien. Vaak wordt het in meerdere porties verdeeld zodat er meerdere merries mee bevrucht kunnen worden.
Bij het zoeken van een geschikte dekhengst voor een merrie moet worden gelet op de zwakke en sterke kanten van zowel hengst als merrie. De dieren moeten elkaars zwakke punten compenseren, zodat deze in de nakomelingen eventueel niet meer terug te vinden zijn. Ook moet worden gekeken naar eventuele verwantschap tussen merrie en hengst om inteelt te voorkomen.
Soms zijn bepaalde hengsten zo gewild om bepaalde kenmerken dat zij te vaak worden ingezet en een bloedlijn te veel gaan domineren. Dit zorgt voor een tekort aan genetische variatie waardoor afwijkingen bij de veulens kunnen ontstaan.

## Hengstenhouderij
Een stalhouderij waar in principe alleen dekhengsten worden gehouden noemt men een 'hengstenhouderij' of 'hengstenstation'. De eigenaar ervan wordt de 'hengstenhouder' genoemd. Het geld dat voor een dekking gevraagd wordt heet 'dekgeld'. Het dekgeld kan variëren van enkele honderden euros, bijvoorbeeld voor recreatiepony's, tot meerdere duizenden euros voor prestatiepaarden. Voor een dekking of DV sperma van absolute toppaarden worden soms astronomische bedragen neergeteld.

## Hengstenparade
Een grote hengstenkeuring van een stamboek wordt vaak opgevolgd door een hengstenshow, ook 'hengstenparade' genoemd, waarbij de beschikbare dekhengsten aan de hand of onder het zadel getoond worden aan een publiek van potentiële klanten. Hier kunnen de fokkers (de bezitters van de merries) de hengsten met elkaar vergelijken om te komen tot een gefundeerde keuze.

## Beroemde dekhengsten
- Een voorbeeld van een zeer populaire dekhengst is de Holsteiner hengst Landgraf1 (1966 - 1996). Hij kreeg vele nakomelingen, die het tot grote hoogte brachten in de top van de paardensport. Voor hem werd een standbeeld opgericht in Elmshorn.
- Een andere beroemde hengst was de Arabier Shahzada (geboren 1913). Dit paard won vele races in Engeland en werd verkocht naar Australië in 1925. Daar werd hij als dekhengst ingezet.[1] Hij kreeg vele nakomelingen en er werd later een belangrijke endurancewedstrijd naar hem genoemd, de Shahzada Memorial Endurance Test, die sinds 1981 jaarlijks gereden wordt in St. Albans, New South Wales.
- Byerly Turk (1679-1714) wordt gezien als een van de drie belangrijke stamvaders van de Engelse volbloed.
- Galopin (1872-1899) was een succesvol renpaard dat na zijn rencarrière als dekhengst werd ingezet en een groot nageslacht naliet waaronder vele kampioenspaarden.

Dekhengsten
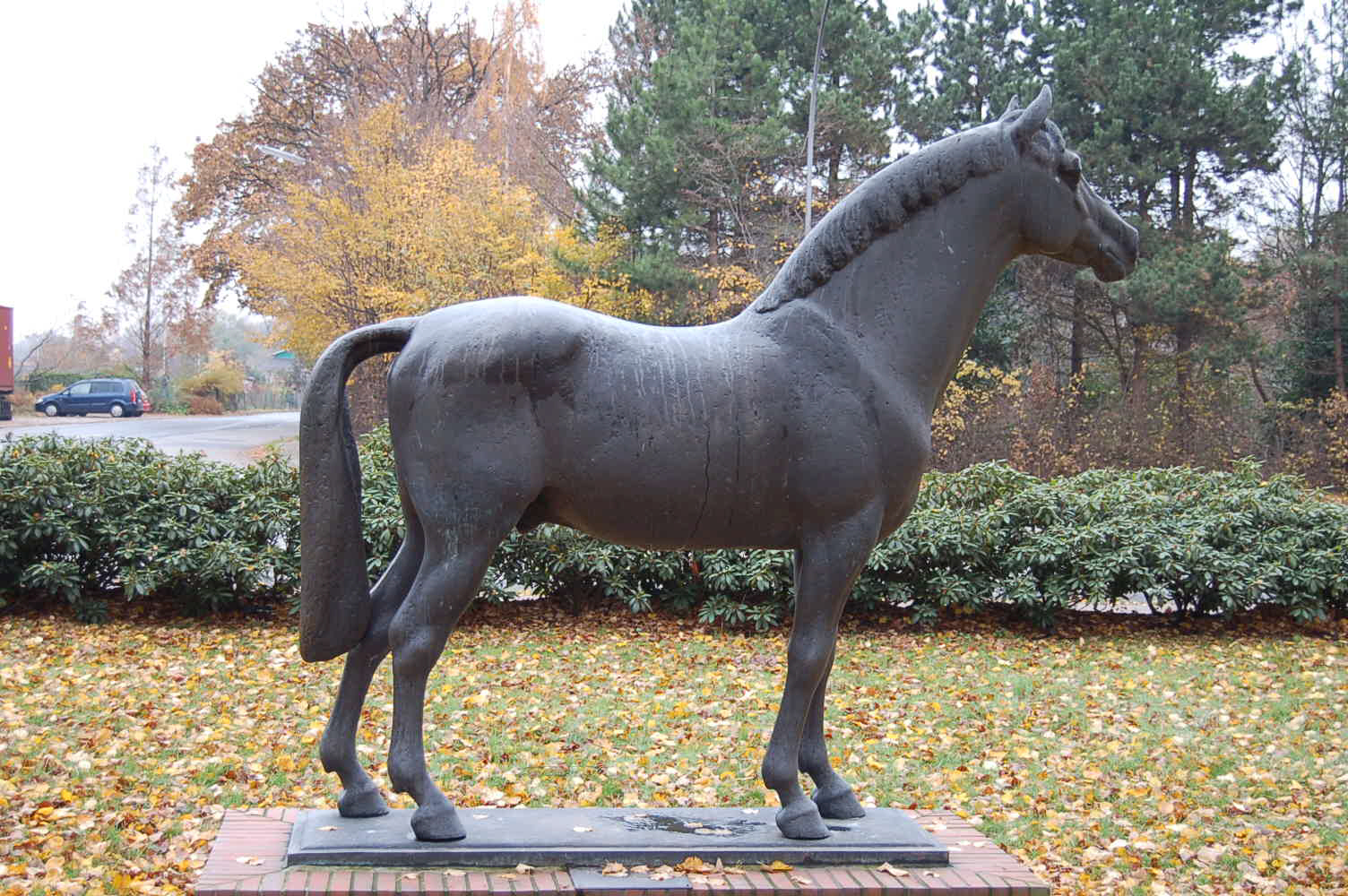
Standbeeld voor de dekhengst Landgraf
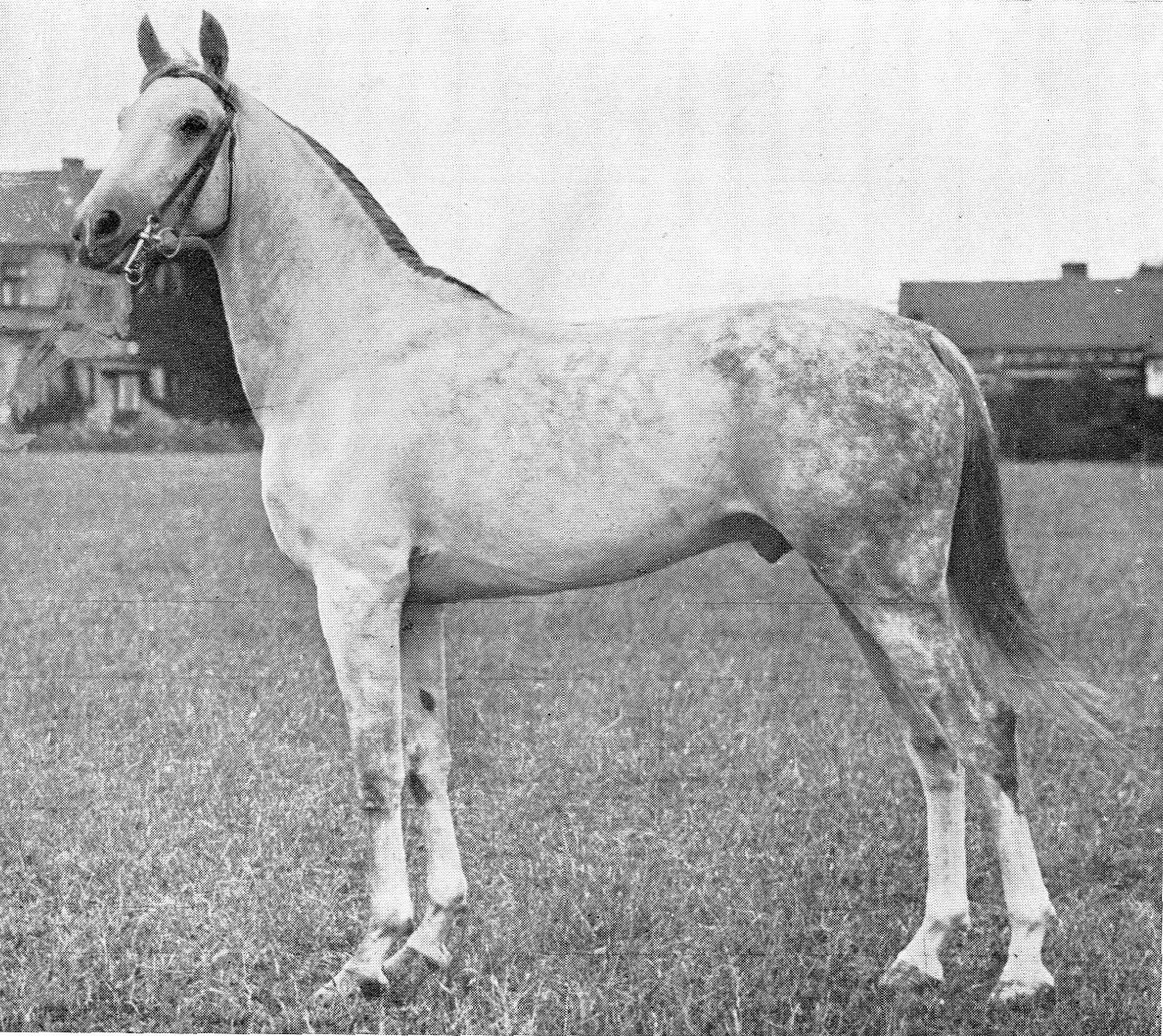
De endurance kampioen Shahzada
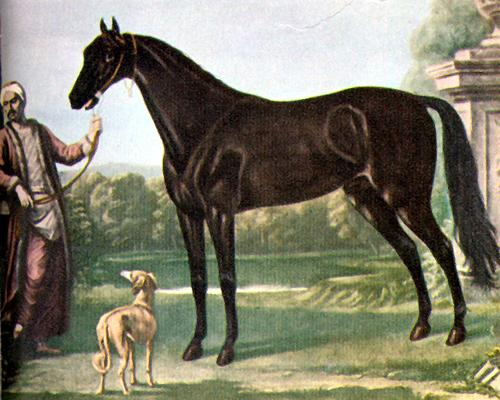
Stamvader Engelse volbloed: Byerly Turk
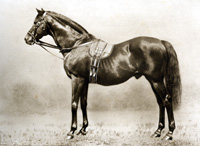
Het succesvolle renpaard Galopin